# Xã Forks, Quận Sullivan, Pennsylvania
Xã Forks (tiếng Anh: Forks Township) là một xã thuộc quận Sullivan, tiểu bang Pennsylvania, Hoa Kỳ. Năm 2010, dân số của xã này là 377 người.